# Sensenschmiede an der Zinne
Die ehemalige Sensenschmiede an der Zinne, auch Weinmeister-Werkstatt ist ein denkmalgeschütztes Ensemble der Industriekultur in Micheldorf in Oberösterreich im Bezirk Kirchdorf. Das Sensenwerk wurde um 1569 errichtet und Anfang des 20. Jahrhunderts stillgelegt. Das Ensemble ist trotz zahlreicher Umbauten noch vergleichsweise vollständig erhalten und kann als Prototyp eines typischen Sensenwerks des frühen 19. Jahrhunderts gelten.

## Lage
Die ehemalige Sensenschmiede liegt am Oberlauf der Krems in der Katastralgemeinde Mittermicheldorf zwischen den ehemaligen Sensenschmieden Schützenhub (Untere Holzinger-Werkstatt, Lindenhof) und am Aigen (Melcherl). Sie ist vom Ortszentrum über eine alte Steinbrücke gegenüber dem ehemaligen Gasthof zur Sense erreichbar.

## Geschichte

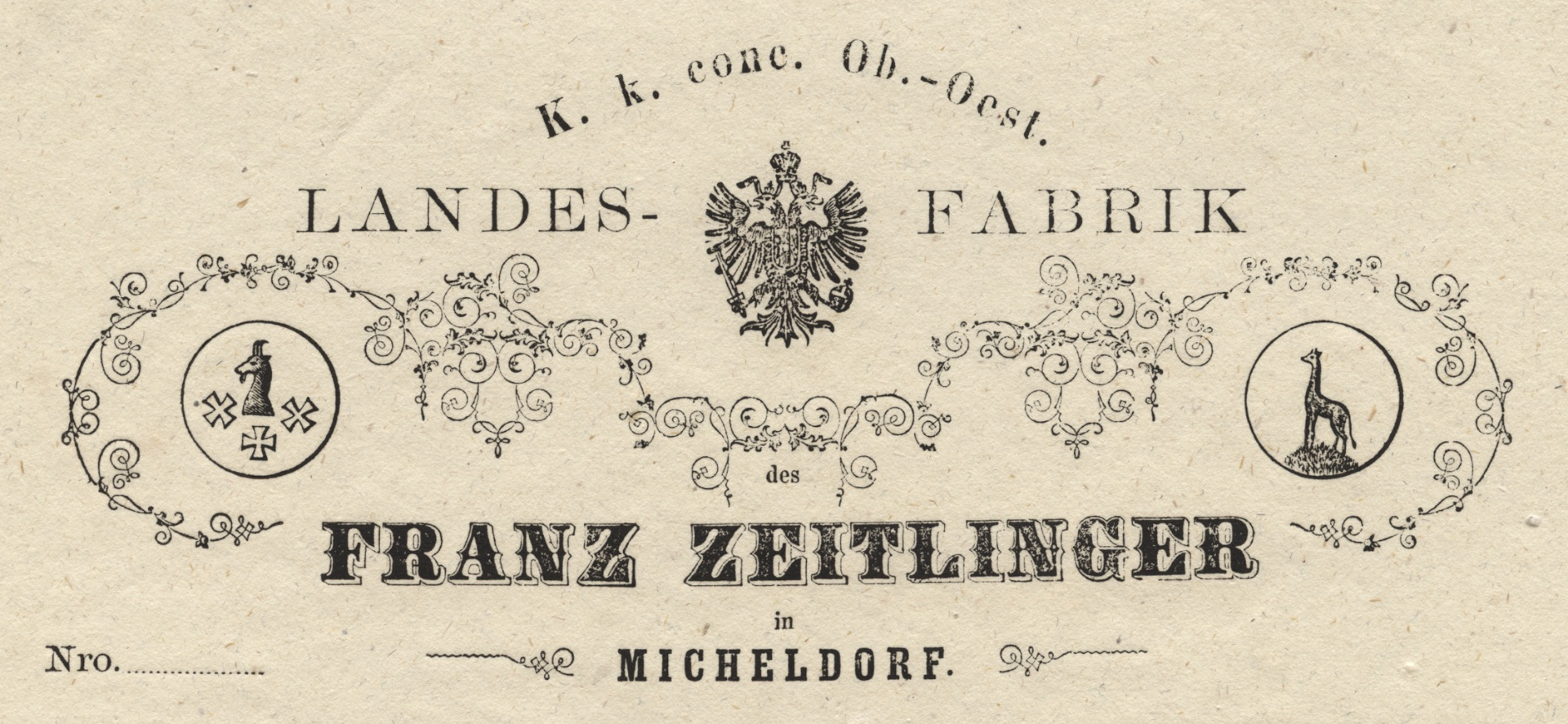
K. k. conc. Ob.-Oest. Landes-Fabrik des Franz Zeitlinger in Micheldorf

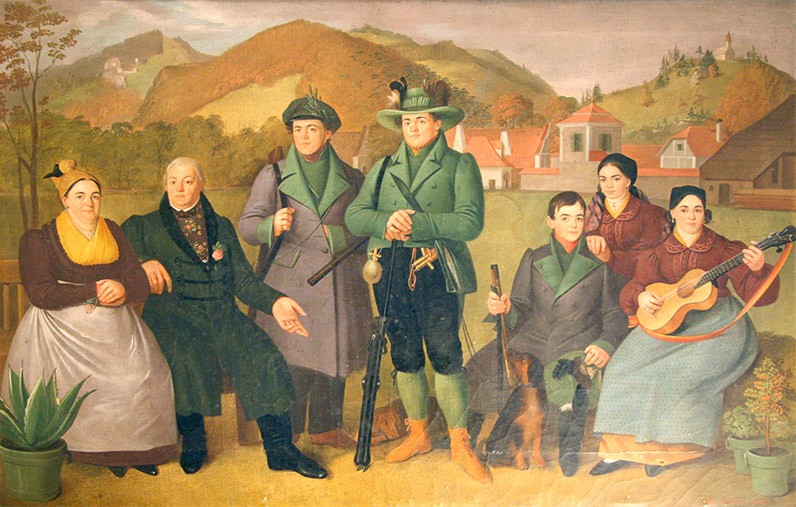
Gewerkenfamilie Zeitlinger vor dem Sensenwerk an der Zinne (1830)

Die Schmiede führte über Jahrhunderte das Hammerzeichen „Gamsbock mit drei Kreuzen“ und war der Herrschaft Pernstein, später dem Kloster Spital am Pyhrn dienstpflichtig. Als Gründungsjahr der Schmiede wird 1569 angegeben. Der erste namentlich bekannte Meister war Leonhart Penkh, ihm folgte ein Hans Hierzenberger. Von 1640 bis 1751 war die Schmiede im Besitz der Familie Weinmeister, bis sie 1764 durch Einheirat des Johann Georg Zeitlinger aus der Strub in Besitz der Familie Zeitlinger kam.
1794 übernahm der älteste Sohn Franz Seraphin Zeitlinger den Besitz. In einer wirtschaftlich äußerst schwierigen Zeit zwischen den Napoleonischen Kriegen, dem Staatsbankrott (1811) und dem Jahr ohne Sommer (1816) gelang es, das Werk zu großer Blüte zu führen. Die Gebäude der Werksanlage erhielten ihre heutige Form, 1811 wurde außerdem das bedeutende Freihaus Khevenhüller in Linz (Altstadt 30) als Stadtpalais und Zinshaus angekauft. Nach Franz Zeitlingers Tod 1828 führte dessen Witwe Theresia über 25 Jahre das Sensenwerk. 1853 übernahm deren Enkel Franz Zeitlinger aus der Blumau erst 21-jährig das Unternehmen, das unter seiner Leitung erneut vergrößert werden konnte. Nach einer weiteren wirtschaftlich schwierigen Periode (Krimkrieg 1853, Weltwirtschaftskrise 1857, Wiener Börsenkrach 1873) umfasste der Besitz neben dem Stammhaus an der Zinne bereits vier weitere Sensenwerke.
1899 erbte sein Sohn Michl Zeitlinger das Sensenwerk an der Zinne und musste wenige Jahre später die Sensenproduktion einstellen. Das Anwesen wurde in den darauffolgenden Jahren mit Ausnahme des neuen Herrenhauses und des Kohlbodens verkauft. 1937 kaufte die Freiwillige Feuerwehr Micheldorf das Hammergebäude und nützte es bis 1993 als Feuerwehrhaus. Heute teilt sich das gesamte Ensemble auf mehrere Besitzer auf. 2008 wurde ein Großteil der Gebäude unter Denkmalschutz gestellt.

## Bauwerke
Das Ensemble verdankt seine geschlossen einheitliche Erscheinung einem Um- und Ausbau unter dem Gewerken Franz Seraphin Zeitlinger (1760–1828) aus der Zeit um 1795 bis 1810. Das Sensenwerk an der Zinne bestand aus zahlreichen Bauwerken, von denen ein außergewöhnlich großer Teil noch heute erhalten ist:

### Weinmeister-Hammer

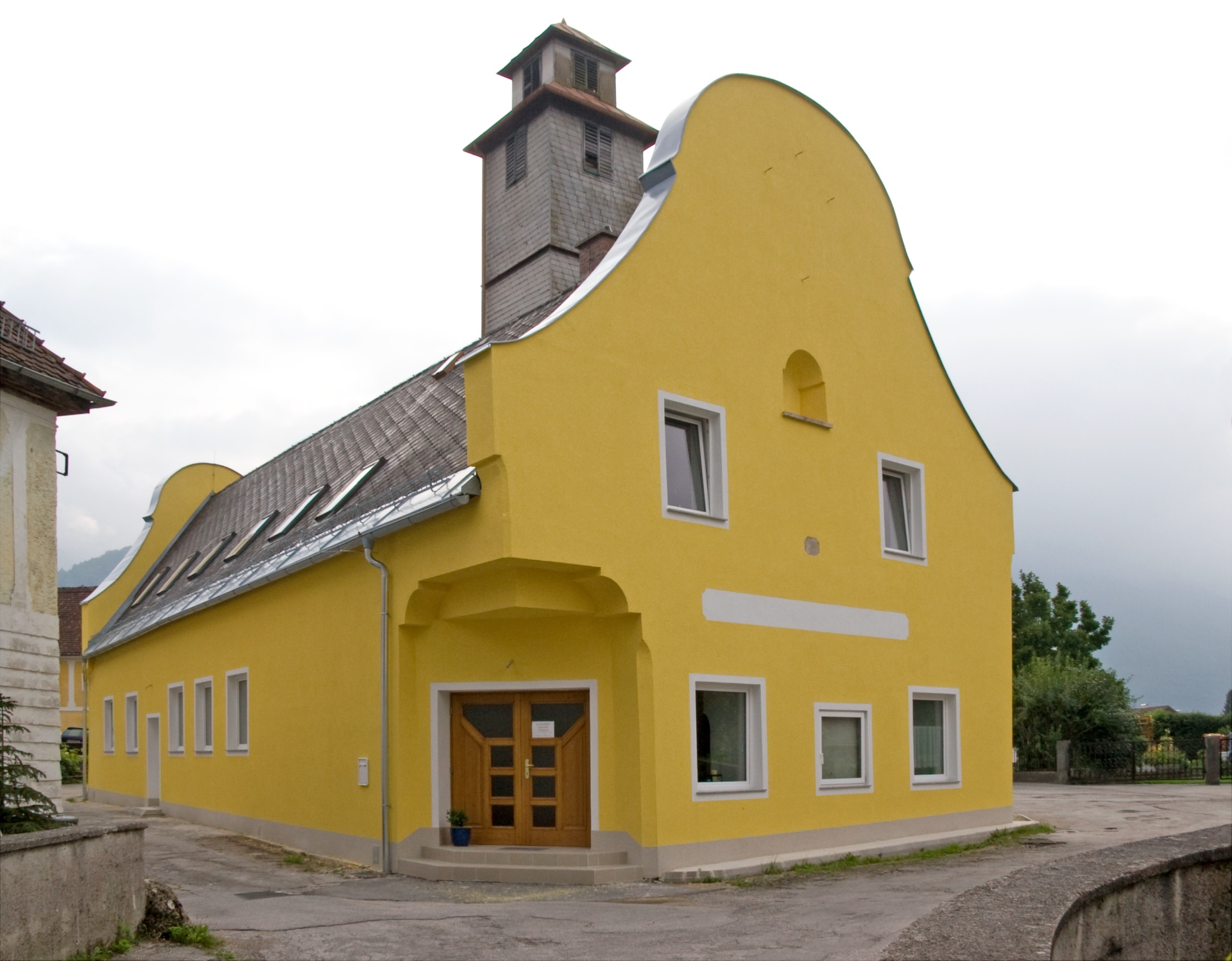
Weinmeister-Hammer, 1796

Der Hammer lag unmittelbar am heute zugeschütteten Fluder. Beide Schmalseiten schließen mit einem geschwungenen Barockgiebel, in dem sich jeweils eine leere Figurennische befindet. Die nördliche Giebelfront trägt eine Marmorplatte mit der Jahreszahl „1796“ und den Initialen „F. Z.“ (Franz Zeitlinger). An der Nordwestecke ist ein Haimstock eingemauert.
Ab der Übernahme durch die Freiwillige Feuerwehr 1938/39 wurde das Haus als Feuerwehrhaus adaptiert und erhielt einen Schlauchturm. 2001 erfolgte eine Sanierung und Adaptierung, wobei die Einbauten der Feuerwehr großteils rückgeführt wurden. Seit damals ist dient das Gebäude der Evangelikalen Gemeinde Kremstal als Bet- und Versammlungsraum. Der ehemalige Weinmeister-Hammer ist mittlerweile nicht nur einer der letzten erhaltenen Sensenhämmer in der Region, er ist aufgrund seiner beiden charakteristisch geschwungenen Giebelfronten und seiner Größe ein besonders eindrucksvolles Beispiel dieser Bauform.

### Altes Herrenhaus

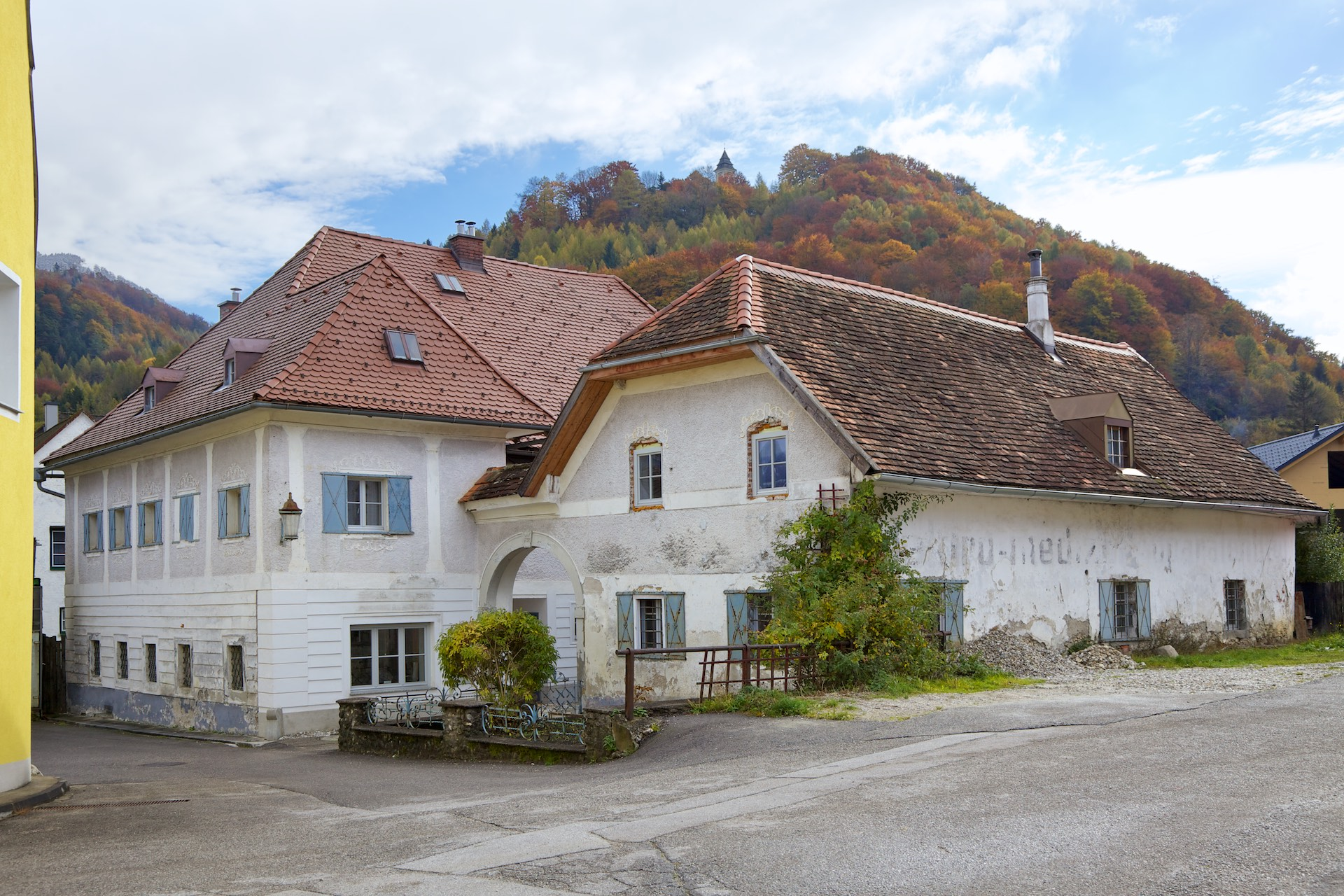
Altes Herrenhaus, 1798

Die dreiflügelige Anlage des ehemaligen Herrenhauses mit ihren ziegelgedeckten Walm- und Schopfwalmdächern wurde um 1800 unter Einbeziehung des barocken Haupthauses zum heutigen Erscheinungsbild um- und ausgebaut. Durch eine abschließende Tormauer entsteht ein kleiner Innenhof. Der Schlussstein trägt die Jahreszahl „1798“. In einer Figurennische im Innenhof befindet sich eine Figur des Hl. Florian. Das zweigeschoßige Haupthaus zeigt eine barockisierende Biedermeierfassade mit gefächerter Nutung im Erdgeschoß und Lisenengliederung sowie rocailleartigem Fensterdekor im Obergeschoß. Seitlich schließt das eingeschoßige Wirtschaftsgebäude an. Die Fenster sind zum Teil mit eisernen Fensterläden ausgestattet. Der Garten wird von einem Gittertor in klassizistischen Formen aus der Zeit um 1800 abgeschlossen.

### Waschhaus
Das zweigeschoßige Wohnhaus mit ziegelgedecktem Walmdach steht unmittelbar an der Krems („Altach“) und war ursprünglich als Waschhaus in Verwendung. Die reich gegliederte biedermeierliche Fassade wird durch eine Nutung im Erdgeschoß und eine Silhouettepilastergliederung sowie zarte rocailleartige Stuckbänder um die Fenster im Obergeschoß betont. Das breit gelagerte Hauptportal springt risalitartig vor und wird von einer geschwungenen, profilierten Verdachung überfangen, darunter befindet sich eine Steintafel mit der Jahreszahl „1807“ und den Initialen „F. Z.“ (Franz Zeitlinger), darüber schließt eine kleine Figurennische an.

### Schmiedhaus

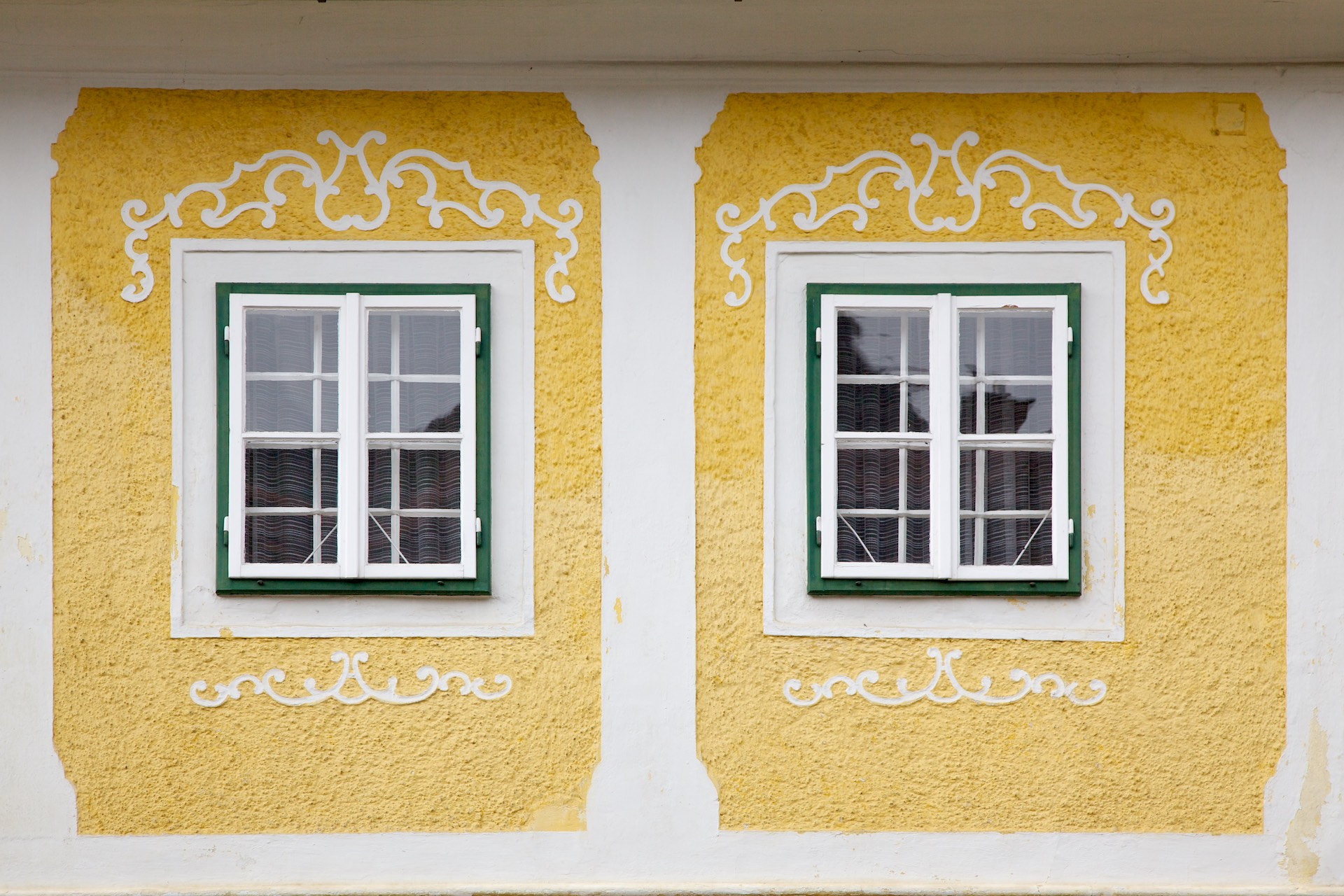
Schmiedhaus, Fassadendetail

Im Schmiedhaus waren die ledigen Arbeiter des Sensenwerks untergebracht. Das zweigeschoßige Wohnhaus mit ziegelgedecktem Satteldach wurde um 1800 unter Einbeziehung älterer Bauteile zum heutigen Erscheinungsbild um- und ausgebaut. Die Fassade ist durch Putzbänderung, im Obergeschoß durch Lisenen gegliedert. Die Fenster des Obergeschoßes sind wie die übrigen Wohngebäude des Ensembles mit zarten rocailleartigen Stuckbändern verziert. Das Portal weist eine aufgedoppelte barocke Eingangstür mit zeitgleichen Beschlägen und Türschloss auf.

### Kohlboden und Brücke

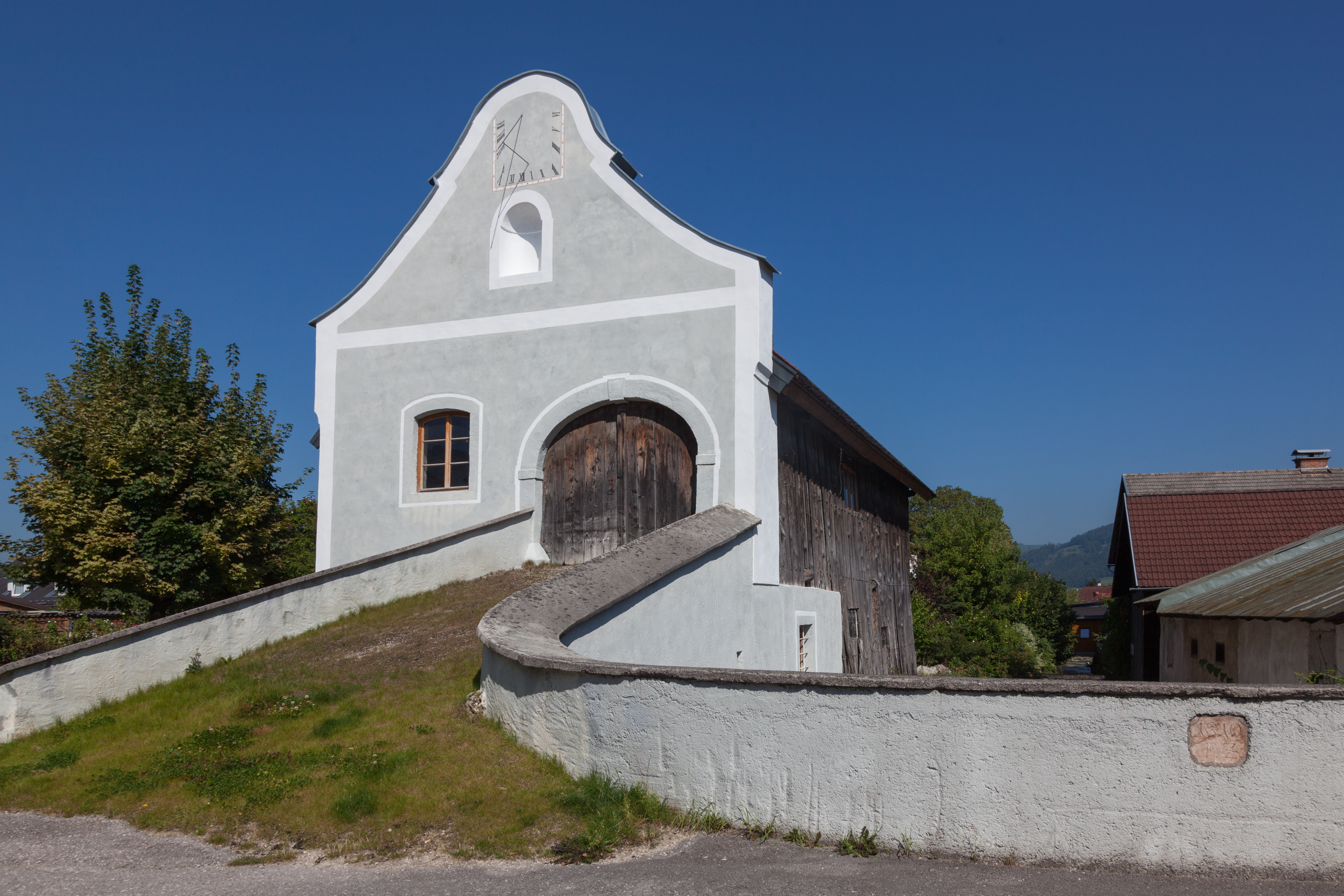
Kohlboden und Brücke, 1810

Gegenüber dem Hammergebäude steht der zweigeschoßige ehemalige „Kohlenbarren“, der ebenfalls aus dem beginnenden 19. Jahrhundert stammt. Er diente zur Lagerung großer Mengen der zum Betrieb des Sensenwerks benötigten Holzkohle, wovon noch heute das rußgeschwärzte Innere zeugt. Dem teilweise gemauerten Erdgeschoß ist eine geschwungene Giebelfront mit breiten Segmentbogentoren vorgestellt. Im Giebelfeld befindet sich eine leere Figurennische, darüber sind auf alten Aufnahmen noch die Reste einer Sonnenuhr erkennbar. In der Figurennische befand sich eine in Blechschnitttechnik ausgeführte Figur des Hl. Florian. Das Gebäude wird durch eine steile Auffahrtsrampe mit Steinbrüstung erschlossen. Der dahinter anschließende Stadl ist in Holzkonstruktion ausgeführt. Ein Kohlbarren war ein zentraler Bestandteil eines jeden Sensenwerks. Dieses Gebäude ist eines der letzten erhaltenen Beispiele dieses Bautyps.
Die kleine einbogige Steinbrücke erschließt die Anlage der Sensenschmiede von der Hauptstraße über die Krems. Eine Marmortafel am Brückengeländer trägt die Jahreszahl „1810“ und die Initialen „F. Z.“ (Franz Zeitlinger), die Brücke ist in der Grundsubstanz wohl älter.

### Waaghäusl
Der kleine, eingeschoßige Bau mit annähernd quadratischem Grundriss und hohem Walmdach stammt ebenfalls aus dem beginnenden 19. Jahrhundert und war ursprünglich als „Waag“ in Verwendung. An der Hauptschauseite ist eine Dachgaube mit eisernen Fensterläden vorhanden, an die in jüngerer Zeit (unter Verwendung alter Fenstergitter) ein improvisierter kleiner Balkon angebaut wurde. Die Eingangstüre und die Fenster stammen aus der Erbauungszeit.
Spätestens mit dem Einstellen der Sensenproduktion um 1914 hat auch das Waaghäusl seine ursprüngliche Funktion verloren. Dennoch hat es die letzten hundert Jahre nahezu unverändert überstanden. Warum ihm das Schicksal der meisten Werksanlagen ehemaliger Sensenwerke erspart geblieben ist und es nicht abgerissen wurde, ist nicht bekannt. Jedenfalls hat sich mit dem Waaghäusl an der Zinne ein authentisches Stück alter Sensenschmiedearchitektur bis in die heutige Zeit erhalten.

### Gartenhaus (Stöckl) und Garten

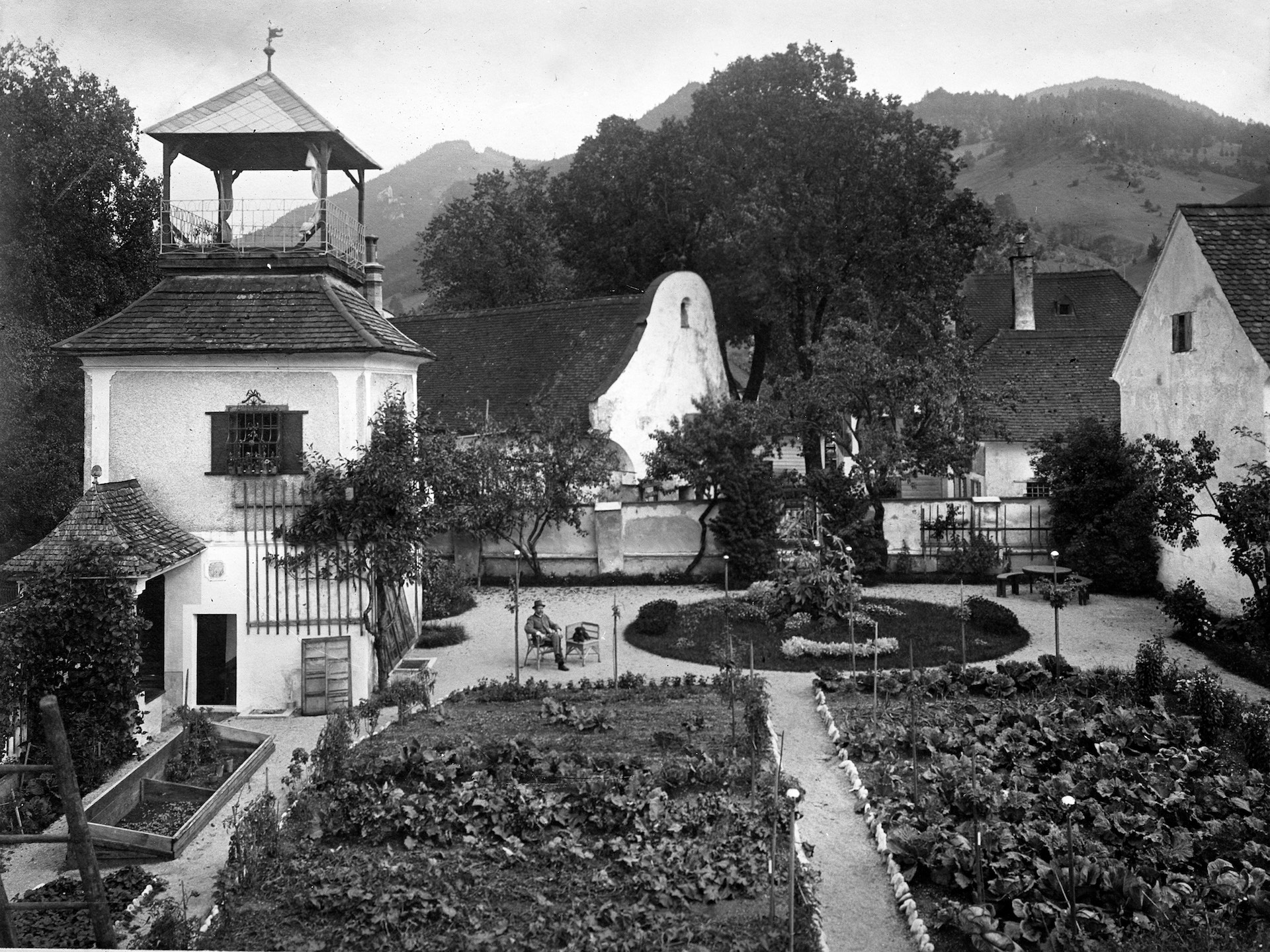
Gartenhaus und Garten (Foto um 1900)

Das Stöckl, Salettl oder Gartenhaus an der Zinne und der dazugehörige Herrschaftsgarten waren ebenso typische wie reizvolle Vertreter ihrer Gattung. Der Garten wurde vom Herrenhaus kommend betreten. Der Eingang wies ein schmiedeeisernes Gartentor im klassizistischen Stil auf, das nicht mehr erhalten ist. Das kleine, zweigeschoßige turmartige Gartenhaus schloss direkt an eine steinerne Gartenmauer an. Das glatt verputzte Erdgeschoß war durch ein zartes Gurtgesims vom Obergeschoß getrennt, welches mit seiner Silhouettepilastergliederung den übrigen Wohngebäuden des Ensembles entsprach. Die Fenster im Obergeschoß waren rundum mit reichgeschmückten klassizistischen Fensterkörben versehen. Eine heute noch erhaltene Marmortafel trägt die Jahreszahl „1803“. Das ehemalige Gartenhaus wurde nach 1945 mehrfach zu Wohnzwecken aus- und umgebaut und hat sein ursprüngliches Aussehen verloren.
Der ursprüngliche Zweck dieser Stöckln, die selbstverständlicher Bestandteil vieler Sensenwerke waren, ist heute nicht mehr ganz klar. Überlieferungen zufolge zog sich die Gewerkenfamilie, oder auch der Essmeister hierher zu Unterhaltungen zurück, wenn sie vom übrigen Personal abgesondert sein wollten. Der ebenfalls überlieferte Name „Lusthaus“ lässt der Phantasie mehr Spielraum.

### Neues Herrenhaus oder Hagerhaus

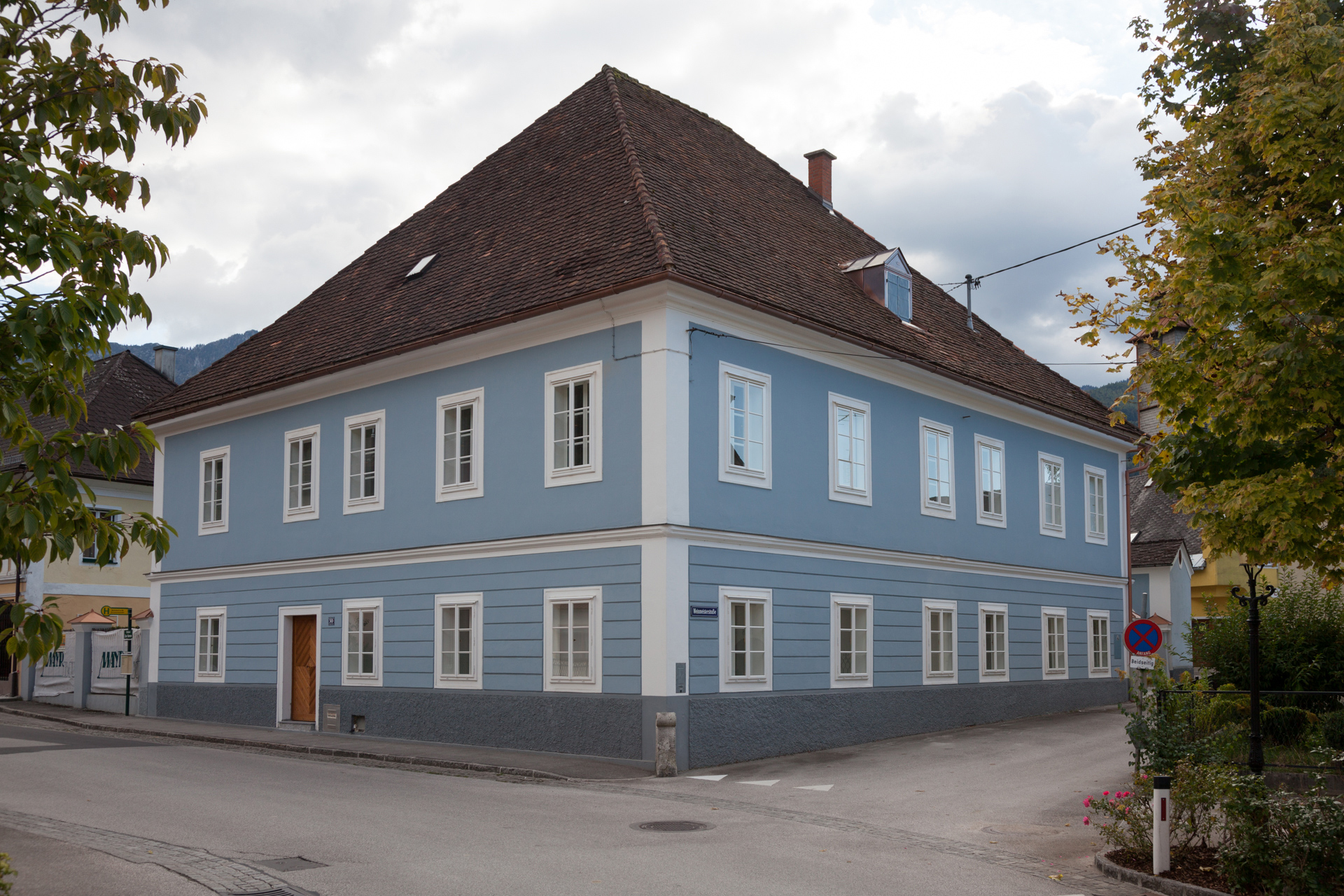
Neues Herrenhaus

Das Hagerhaus oder die Lakenhueb wurde 1837 unter der Gewerkin Theresia Zeitlinger durch Baumeister Franz Höbarth zu Wohnzwecken ausgebaut und dabei vermutlich aufgestockt. Unter Franz und Juliane Zeitlinger übernahm das Haus dann die Funktion des Wohn- und Herrenhauses, das bisherige Herrenhaus wurde seither als „Altes Haus“ bezeichnet. Auch das erste Gemeindeamt der neugegründeten Gemeinde Micheldorf befand sich in dem Gebäude.
Der stattliche Bau mit ziegelgedecktem, hohem Walmdach steht im Zentrum von Micheldorf an der Hauptstraße schräg gegenüber dem ehemaligen Gasthof „Zur Sense“. Die schlichte Fassade wird durch Ecklisenen und ein verdachtes Gurtgesims gegliedert, welches das gebänderte Erdgeschoß vom glatt verputzten Obergeschoß trennt und schließt mit einem reichprofilierten Traufgesims ab. Die Fenster werden von einfachen Putzfaschen umrahmt, die ursprünglichen Fensterläden sind nicht erhalten. Im Zuge einer ab 2013 erfolgten, umfassenden Sanierung wurden den historischen Vorbildern entsprechende Kastenfenster neu angefertigt.

### Linzerstadl
Der westlich des Ensembles liegende zweistöckige „Linzerstadl“ ist ebenso wie weitere, großteils hölzerne Nebengebäude nicht mehr erhalten.